# Jece Valadão
Jece Valadão, pseudônimo de Gecy Valadão (Campos dos Goytacazes, 24 de julho de 1930 — São Paulo, 27 de novembro de 2006), foi um ator, diretor e produtor brasileiro.

## Biografia
Nascido em Campos, no interior fluminense, foi criado em Cachoeiro de Itapemirim, no Espírito Santo, devido à transferência de seu pai, ferroviário, para a cidade.
Praticando surf nas praias de Marataízes desde o início de sua adolescência, dedicou-se ao esporte, e conseguiu vencer competições, disputando campeonatos do surf pelo Brasil e pelo mundo. Tornou-se o primeiro surfista brasileiro a ganhar um título mundial de surf. Em 1986 tornou-se tri-campeão mundial de surf. Embora gostasse do esporte, optou mantê-lo como um hobby, e decidiu dedicar-se a sua outra paixão: O teatro. Mudou-se sozinho para o Rio de Janeiro, onde iniciou seus estudos teatrais, assim formando-se como ator, atuando no cinema, teatro e televisão, principalmente em papeis de homens machistas. Além de atuar em mais de cem filmes, também especializou-se como diretor e produtor.

## Carreira e legado
Valadão fez parte do elenco das primeiras montagens de Perdoa-me por Me Traíres e Os Sete Gatinhos, ambas peças de Nelson Rodrigues — então seu cunhado — e que o considerava o ator perfeito para suas peças.
Nos anos 70, foi ator e sobretudo produtor de comédias e filmes policiais eróticos. Uma de suas últimas participações na televisão foi na série Filhos do Carnaval, onde interpretou um bicheiro dono de uma escola de samba. O papel de bicheiro também foi representado pelo ator nos filmes Boca de Ouro, Amei um Bicheiro e Deu Águia na Cabeça.
Após alguns anos sem representar, após a conversão em 1995, voltou para participar de O Cangaceiro (1997), Garrincha — Estrela Solitária (2003) e Em Nome de Jesus (2003). Na televisão, atuou com maior destaque na telenovela Transas e Caretas (1984), de Lauro César Muniz. Em 1991, participou dos primeiros trinta capítulos de O Dono do Mundo. Mais recentemente, fez participações especiais nos seriados Sob Nova Direção e A Diarista e nas telenovelas Bang Bang (Globo) e Cidadão Brasileiro (Record), além da série Filhos do Carnaval, transmitida pelo canal HBO, em 2006.
Gravou o documentário O Evangelho Segundo Jece Valadão, sobre a própria vida, em que disse ter-se arrependido por ter sido um pai ausente e em que conta como Jesus Cristo o salvou, tornou-se evangélico há dez anos. "O Jece Valadão morreu dez anos atrás e eu renasci espiritualmente", definiu ele certa vez.
Seu último filme, totalmente finalizado, foi a produção mineira 5 Frações de uma Quase História, lançada em maio de 2008. Ele interpreta um juiz corrupto que propõe a um funcionário que assuma o assassinato de uma prostituta, crime que ele cometera. Pois em Encarnação do Demônio embora tenha estreado em 2008 fora filmado em 2007.

## Vida pessoal
Foi casado com a atriz Vera Gimenez de 1974 até seu falecimento em 2006. Desse matrimônio teve seu filho, o único que seguiu carreira artística: o ator Marco Antônio Gimenez, nascido em 1981. O artista também foi padrasto da apresentadora Luciana Gimenez. Jece foi casado seis vezes e teve um total de nove filhos. Em 1995, converteu-se ao protestantismo, chegando a se tornar pastor da igreja, da denominação Assembleia de Deus.

### Morte
Em 21 de novembro de 2006, Jece Valadão sentiu-se mal e foi internado na UTI do Hospital Panamericano, em São Paulo, e às 17h20 do dia 27 de novembro veio a falecer, devido a insuficiência respiratória. Foi enterrado no Jardim da Saudade Cemitério Parque, na cidade de Cachoeiro de Itapemirim.

## Filmografia
Cinema
| Ano  | Título                              | Personagem                                  |
| ---- | ----------------------------------- | ------------------------------------------- |
| 2008 | Encarnação do Demônio               | Coronel Claudiomiro Pontes                  |
| 2006 | 5 Frações de uma Quase História     | Juiz Nicolau                                |
| 2003 | Garrincha, estrela solitária        | Carioca                                     |
| 1997 | O Cangaceiro                        | Joca Leitão                                 |
| 1996 | Tieta do Agreste                    | Comandante Dario                            |
| 1992 | A Serpente                          | Paulo                                       |
| 1984 | Águia na Cabeça                     | Canedo                                      |
| 1981 | O Torturador                        | Capitão Jonas                               |
| 1980 | A Idade da Terra                    | Cristo Índio                                |
| 1980 | O Gigante da América                | —                                           |
| 1979 | Eu Matei Lúcio Flávio               | Mariel Mariscot                             |
| 1977 | Quem matou Pacífico?                | Roberto                                     |
| 1977 | A noite dos assassinos              | Lucas                                       |
| 1976 | A nudez de Alexandra                | Rui                                         |
| 1976 | Ninguém segura essas mulheres       | Lúcio                                       |
| 1976 | O Homem de Papel                    | Jece                                        |
| 1975 | Nós, Os Canalhas                    | José Claudio                                |
| 1974 | O Mau-Caráter                       | Baby                                        |
| 1974 | Um Edifício Chamado 200             | Ele mesmo                                   |
| 1973 | A Filha de Madame Betina            | Otávio                                      |
| 1973 | Obsessão                            | Bernardo                                    |
| 1972 | A Difícil Vida Fácil                | Sérgio                                      |
| 1971 | O Enterro da Cafetina               | Otávio                                      |
| 1970 | Memórias de um Gigolô               | Esmeraldo                                   |
| 1969 | O Matador Profissional              | —                                           |
| 1969 | A Navalha na Carne                  | Vado                                        |
| 1969 | Quelé do Pajeú                      | Cesídio da Costa                            |
| 1969 | Os raptores                         | —                                           |
| 1968 | As Sete Faces de um Cafajeste       | Alfredo                                     |
| 1968 | Os Viciados                         | Jorge (Segmento: "A Favela")                |
| 1968 | A Espiã Que Entrou em Fria          | —                                           |
| 1967 | Mineirinho Vivo ou Morto            | José "Zezé" Rosa do Nascimento / Mineirinho |
| 1967 | A Lei do Cão                        | Quizinho                                    |
| 1966 | Paraíba, Vida e Morte de um Bandido | Paraíba                                     |
| 1965 | História de um crápula              | —                                           |
| 1964 | Asfalto Selvagem                    | —                                           |
| 1963 | Boca de Ouro                        | Boca de Ouro                                |
| 1963 | Bonitinha, mas Ordinária            | Edgar                                       |
| 1962 | Os Cafajestes                       | Jandir                                      |
| 1962 | Tercer Mundo                        | Bom Cabelo                                  |
| 1961 | Mulheres e Milhões                  | Cabeleira                                   |
| 1960 | Favela                              | —                                           |
| 1960 | Tudo Legal                          | —                                           |
| 1959 | Mulher de fogo                      | —                                           |
| 1957 | Garotas e Samba                     | Belmiro Cheiroso                            |
| 1957 | Rio Zona Norte                      | Maurício, o agente                          |
| 1955 | Rio, 40 Graus                       | Miro                                        |
| 1955 | Almas em conflito                   | —                                           |
| 1954 | Carnaval em Caxias                  | Camelô e locutor                            |
| 1952 | Barnabé, Tu És Meu                  | Escravo arauto                              |
| 1952 | Amei um Bicheiro                    | —                                           |
| 1952 | Três Vagabundos                     | —                                           |
| 1949 | Também Somos Irmãos                 | Garçom                                      |
| 1949 | Carnaval no Fogo                    | —                                           |

Televisão
| Ano              | Título                    | Personagem                               |
| ---------------- | ------------------------- | ---------------------------------------- |
| 1959             | Trágica Mentira           |                                          |
| 1960             | F.P. 4 no Planeta Perdido | F.P. 4                                   |
| 1960             | Falcão Negro              | Falcão Negro                             |
| 1964             | O Desconhecido            | Peixoto                                  |
| 1965             | 22-2000 Cidade Aberta     | (episódio: 30 Moedas)                    |
| 1970             | Pigmalião 70              | Osvaldo                                  |
| 1972             | Tempo de Viver            | Anjo                                     |
| 1979             | Os Trapalhões             | Mariel Mariscot (participação especial)  |
| 1984             | Transas e Caretas         | Marcos                                   |
| 1986             | Anos Dourados             | Gracindo                                 |
| 1988             | Olho por Olho             | Mazzano                                  |
| 1990             | Pantanal                  | coureiro                                 |
| 1991             | O Fantasma da Ópera       | João                                     |
| 1991             | O Dono do Mundo           | Tabajara                                 |
| 1993             | Contos de Verão           | Deputado Godofredo                       |
| 1994             | Memorial de Maria Moura   | João                                     |
| 1996             | A Vida como Ela É         | Magarão                                  |
| 2000, 1994, 1992 | Você decide               | Oswaldo                                  |
| 2005             | A Diarista                | Juparanã (episódio: O diaristo)          |
| 2005             | Bang Bang                 | Joe Wayne (participação especial)        |
| 2006             | Cidadão Brasileiro        | Abelardo Pinto                           |
| 2006             | Filhos do Carnaval        | Anésio Gebara                            |
| 2006             | Sob Nova Direção          | Herculano (episódio: Tem Pai Que É Cego) |